# Raisons d'État
Pour un autre film, voir La Raison d'État.
Pour l’article ayant un titre homophone, voir Raison d'État.
Pour plus de détails, voir Fiche technique et Distribution.
Raisons d'État ou Le Bon Berger au Québec et au Nouveau-Brunswick (titre original : The Good Shepherd) est un film d'espionnage américain réalisé par Robert De Niro, sorti en 2006.
Pour Edward Wilson (Matt Damon), témoin du suicide de son père et membre des Skull and Bones, confrérie d'élite de l'université Yale, où l'honneur et la discrétion sont des valeurs primordiales. L'attachement à ces valeurs le conduit à participer à des activités d'espionnage pendant la guerre, puis à entrer au début de la guerre froide à la CIA, l'agence gouvernementale qui vient d'être créée.
Influencé par l'ambiance suspicieuse que provoque la guerre froide dans toute l'agence, Wilson se montre de plus en plus méfiant et sur ses gardes. Son pouvoir grandit, mais il a de moins en moins confiance en ceux qui l'entourent. Lorsque son fils qu'il n'a pas vu grandir lui annonce qu’il marchera dans ses pas, il prend conscience des sacrifices qu’il a faits pour sa carrière, au moment même où son nom est sur le point d'être éclaboussé par le scandale entourant l'échec du débarquement de la baie des Cochons à Cuba.

## Synopsis
Après l’échec du débarquement de la baie des Cochons à Cuba en avril 1961, les services de renseignement des États-Unis recherchent la taupe qui a informé les Russes et fait capoter l’opération. Sam Murach, du FBI, avertit Edward Wilson, responsable de celle-ci au sein de la CIA, qu’il est sur la sellette. Tout en menant l’enquête, celui-ci se remémore les étapes de son ascension au sein de l’agence.
Cela commence par un épisode terrible, au lendemain de la première guerre mondiale. Enfant, alors qu'il se cache dans la penderie du bureau de son père lors d'un jeu, son père, amiral dans l'US Navy, le trouve et lui rappelle qu’il faut toujours être loyal et ne jamais mentir. Puis il le fait sortir et se tire une balle dans la tête. Edward se précipite. Le père a laissé une lettre cachetée. Son fils s’en empare sans l’ouvrir et n’en parle à personne.
Plus tard, étudiant à l’université Yale, il est contacté pour faire partie d’une confrérie secrète, les Skull and Bones. À l’issue de la cérémonie d’initiation, plutôt dégradante, on lui demande de raconter quelque chose qu’il n’a jamais dit à personne. Il relate alors les circonstances dramatiques de la mort de son père. En aparté, Richard Hayes, un membre de la confrérie, lui confie alors que, lorsqu’il s’est suicidé, son père allait sans doute être nommé ministre de la défense mais que des bruits couraient sur sa loyauté.
Au cours de ses études universitaires, Edward se lie avec le Dr Fredericks, professeur anglais de poésie et par ailleurs homosexuel, sur lequel pèsent des soupçons de sympathie envers l’Allemagne. Les services de renseignement américains, qui ont détecté chez Edward, introverti et discret, un élément prometteur, lui demandent de fouiller discrètement dans le cartable du professeur pour trouver des documents compromettants. Edward s’exécute, y trouve une liste de noms de nazis et le professeur est démis de ses fonctions.
Edward fait également connaissance de Laura, une étudiante sourde. Les deux jeunes gens sont attirés l’un par l’autre. Au cours d’une soirée chez un sénateur, Margareth, la fille de ce dernier, surnommée « Clover » (Trèfle à quatre feuilles), séduit Edward. Comme elle est enceinte, il se voit contraint de l’épouser.
Dans le même temps, le puissant Bill Sullivan, futur directeur de l’OSS (Office of Strategic Services, ancêtre de la CIA) le rencontre par l'entremise de Phillip Allen et le sollicite en personne pour participer au montage d’un service de contre-espionnage dans le cadre de la prochaine entrée en guerre des États-Unis contre l’Allemagne. Une semaine après ses noces, Edward doit partir pour l’Angleterre où il reste de longues années. Là, Margareth lui apprend par téléphone la naissance de leur fils, qu’ils décident de prénommer Edward Jr.
Pendant la Seconde Guerre mondiale, il retrouve à Londres le Dr Fredericks qui est en fait un membre important du renseignement britannique et qui lui révèle que sa trahison à son égard est intervenue juste au moment où il avait réussi à percer un réseau d’espionnage allemand et qu’il a ainsi ruiné deux ans d’efforts. Mais le Dr Fredericks est de nouveau sur la sellette. Edward s'est lié d'amitié avec Arch Cummings, agent du renseignement britannique, et par ailleurs jeune homme féru de littérature, à l'idéal et aux aspirations romantiques et dont la seul crainte serait de finir sa vie sans ami. Devant Hayes, également membre du renseignement américain qui se trouve aussi à Londres, Cummings fait savoir à Edward que le Dr. Fredericks ne peut plus être considéré comme fiable et lui fait comprendre qu’il conviendrait de tuer le Dr. Fredericks. Edward s’exécute une seconde fois. Son professeur est assassiné sous ses yeux et son corps est jeté dans le fleuve.
Après la défaite de l’Allemagne, Edward est chargé par Phillip Allen, directeur de la future CIA, de faire le tri entre les prisonniers nazis, pour rapatrier aux États-Unis leurs meilleurs savants et chercheurs, avec l'aide d'Hanna Schiller, sa traductrice allemande, qui porte un appareil auditif. C’est dans ce contexte qu’il est abordé par « Ulysse », son froid et rusé homologue soviétique. Celui-ci lui révèle qu'il sait qu'Edward est surnommé « Mère » dans le milieu du renseignement. Un soir Hanna insiste pour qu'Edward vienne manger chez elle. Ils passent la nuit ensemble. Le lendemain matin, Edward remarque qu'Hanna n'a pas remis son appareil auditif à son oreille. Il constate que quand il lui parle elle lui répond et donc qu'elle entend parfaitement. Il en déduit que cet appareil est vraisemblablement un micro et donc qu’elle est une espionne au service des Soviétiques. Il la fait assassiner.
Au terme de sa mission, il retrouve sa femme et son fils. Celle-ci se montre distante et lui révèle avoir eu des aventures, tandis que le jeune Edward Jr. considère ce père froid et lointain avec respect et crainte.
Edward croise à nouveau le chemin de Laura, son premier amour. Leurs ébats sont photographiés et, quand sa femme Margaret reçoit les clichés, elle fait un scandale et quitte le domicile conjugal. Puis  elle revient mais les relations entre les deux époux ne sont plus que de façade.
Edward et son service accueillent à bras ouverts Valentin Mironov, un transfuge soviétique. Un jour, un second Valentin Mironov apparaît, jurant être le vrai. Celui-ci est sévèrement passé à tabac par Ray Brocco, l'adjoint d'Edward, puis drogué au LSD à titre de « sérum de vérité ». Il maintient ses déclarations avant de se jeter par la fenêtre pour échapper à ses bourreaux. Un doute s'installe alors dans l'esprit d'Edward.
L’enquête approfondie menée à la suite du désastre de la baie des cochons conduit les limiers de la CIA à analyser de près un petit film amateur qui montre un couple se faire des confidences sur l’oreiller. La très mauvaise qualité du film ralentit l’enquête. Finalement, les enquêteurs arrivent à la certitude que celui-ci a été tourné quelque part en Afrique dans un pays de langue française. Par recoupements successifs, et avec l’aide des réseaux de Joseph Palmi, un mafieux retraité qui a conservé de nombreuses relations, la CIA parvient à identifier un appartement proche d’une église à Kinshasa. 
Edward débarque en personne et y découvre la chambre où un homme a confié à Miriam, une jeune femme qui travaille pour les Soviétiques, le lieu du débarquement à Cuba. Sur la table de nuit, il reconnaît une maquette de bateau qu’il a offerte à Edward Jr. lorsqu'il était enfant. Cet homme - qui innocemment par sa légèreté en a conduit des centaines d'autres à la torture, à la déportation et à la mort et qui a provoqué une crise internationale majeure - c’est donc son fils. Il le croise d’ailleurs en sortant et celui-ci, tout joyeux, lui apprend qu’il va se marier avec Miriam. 
C’est alors que réapparaît « Ulysse » qui, après avoir montré à Edward où était cachée la caméra qui a filmé la scène, lui apprend que Miriam, devenue réellement amoureuse de son fils, ne veut plus collaborer avec ses services et ne présente donc plus d’utilité pour eux. Puis, il lui propose un marché : son fils sera sauvé si Edward coopère à l’avenir, autrement dit, il doit choisir : son fils ou son pays. Edward, après réflexion, refuse de collaborer. Edward retourne au Congo pour le mariage de son fils. Le jour des noces, la fiancée est en retard ; Margareth s’inquiète auprès de son mari. La jeune femme a été jetée en plein vol par l’équipage du petit avion qui la conduisait à l’aéroport international de Kinshasa.
Revenu aux USA, Edward va fouiller discrètement le bureau de Valentin Mironov et trouve dissimulés dans la couverture d’un livre de James Joyce dont le titre est le surnom de son homologue soviétique - Ulysse - les papiers d’un certain Youri Modine : un agent soviétique. C'est le vrai Mironov qui est mort. En pleine nuit, Edward rend visite au faux Mironov et lui demande de jouer du violon. Tandis que celui-ci s'exécute non sans appréhension, Edward lui dit qu’il voulait seulement « entendre quelque chose de vrai venant de lui », puis, écœuré, s’en va ; le FBI entre pour arrêter le faux Mironov. 
Puis il reçoit un appel de son ami Arch Cummings, qui tente de s'expliquer. Celui-ci s'est réfugié à Moscou : la taupe infiltrée au cœur des services de renseignement américains, c'était lui. Edward lui répond que sa pire crainte de se retrouver seul s'est désormais réalisée.
Il retourne chez lui pour ouvrir enfin la lettre de son père : elle contient ses aveux, confirmant les rumeurs à son sujet, et enjoint à son fils de ne jamais s’écarter du sentier de l’honneur, d’être un bon berger (en anglais « The Good Shepherd », titre original du film). Edward brûle la lettre. 
À la suite de cette affaire, opportunément compromis dans une affaire de corruption, Phillip Allen, le patron de la CIA, est remercié tandis qu'Edward, sous la tutelle de Hayes, hérite d'une aile entière de la CIA où il va poursuivre son ascension. Mais il est désormais seul lui-aussi.

## Fiche technique
- Titre français : Raisons d'État
- Titre original : The Good Shepherd
- Titre québécois : Le bon berger
- Réalisation : Robert De Niro
- Scénario : Eric Roth
- Musique : Bruce Fowler et Arvo Pärt (Litany, Silouans Song), Arthur Sullivan (I'm called Little Buttercup)
- Photographie : Robert Richardson
- Montage : Tariq Anwar
- Décors : Jeannine Oppewall
- Costumes : Ann Roth
- Production : Robert De Niro, James G. Robinson et Jane Rosenthal

Producteurs délégués : Chris Brigham, Francis Ford Coppola, Howard Kaplan, Guy McElwaine et David C. Robinson
- Sociétés de production : Universal Pictures, American Zoetrope, Morgan Creek Productions et Tribeca Productions
- Sociétés de distribution : Universal Pictures (États-Unis) ; Studio Canal (France)
- Budget : 80 millions $
- Pays d'origine : États-Unis
- Langues : anglais
- Tournage : République dominicaine, Londres, États-Unis du 15 août 2005 au 31 janvier 2006
- Format : couleurs — 35 mm — 2,35:1 — DTS / Dolby Digital / SDDS
- Genre : espionnage
- Durée : 167 minutes
- Dates de sortie[1] : 
  - États-Unis : 22 décembre 2006
  - Turquie : 9 mars 2007
  - Belgique : 18 avril 2007
  - France : 4 juillet 2007
- Classification :
  - R (États-Unis)
  - Tous publics (France)[2]

## Distribution
- Matt Damon (VF : Damien Boisseau et VQ : Gilbert Lachance) : Edward Wilson, chef du contre-espionnage à la CIA ;
- Angelina Jolie (VF : Françoise Cadol et VQ : Hélène Mondoux) : Margaret « Clover » Wilson/Russell, épouse d'Edward Wilson
- Robert De Niro (VF : Jacques Frantz et VQ : Hubert Gagnon) : Bill Sullivan, directeur de l'OSS, fondateur de la CIA
- Joe Pesci (VF : Patrick Messe et VQ : Marc Bellier) : Joseph Palmi
- Alec Baldwin (VF : Bernard Lanneau et VQ : Pierre Auger) : Sam Murach
- William Hurt (VF : Feodor Atkine et VQ : Jean-Marie Moncelet) : Philip Allen, directeur de la CIA ;
- Billy Crudup (VF : Alexandre Gillet et VQ : Daniel Picard) : Arch Cummings
- John Turturro (VF : Gabriel Le Doze et VQ : Stéphane Rivard) : Ray Brocco, adjoint d'Edward Wilson
- Michael Gambon (VF : Dominique Paturel et VQ : Vincent Davy) : Pr Fredericks, professeur de poésie d'Edward Wilson, agent secret
- Keir Dullea (VQ : Claude Préfontaine) : sénateur Jack Russell, père de Clover
- Tammy Blanchard (VF : Laurence Dourlens et VQ : Geneviève Désilets) : Laura, amour de jeunesse d'Edward Wilson
- Lee Pace (VF : Adrien Antoine): Richard Hayes, adjoint de Philip Allen
- John Sessions : Youri Modine, le faux Valentin Mironov
- Eddie Redmayne (VF : Donald Reignoux) : Edward Wilson, Jr.
- Oleg Stefan (en) : Ulysse / Stas Siyanko
- Gabriel Macht : John Russell, Jr.
- Martina Gedeck : Hanna Schiller
- Mark Ivanir : le vrai Valentin Mironov
- Timothy Hutton : Thomas Wilson
- Sándor Técsy : Sasha, assistant d'Ulysse
- Liya Kebede : Miriam
- Josh Pence : Bonesman
- Tuc Watkins : officier technique du son

## Production

### Choix des interprètes
Leonardo DiCaprio devait initialement jouer Edward Wilson.

## Musique
- Where or When (en).

## Accueil

### Critiques
Le film a reçu des critiques mitigées. Le site web de regroupement des avis Rotten Tomatoes rapporte un score de 53 % basé sur 89 avis positifs sur 167. Metacritic a un score de 61⁄100 basé sur 33 évaluations, indiquant des « avis globalement favorables ».
« Ne se fier à personne est le constat paranoïaque de ce berger contraint de sacrifier sa brebis préférée. »

### Box-office
| Pays ou région    | Box-office      | Date d'arrêt du box-office | Nombre de semaines |
| ----------------- | --------------- | -------------------------- | ------------------ |
| États-Unis Canada | 59 952 835 $    | -                          | -                  |
| France            | 521 745 entrées | -                          | -                  |
| Total mondial     | 100 266 865 $   | -                          | -                  |

## Autour du film
Sources : The Good Shepherd sur Internet Movie Database.
- Il s'agit du second film réalisé par Robert De Niro (après Il était une fois le Bronx en 1993).
- Le personnage d'Edward Wilson (Matt Damon) est inspiré de James Angleton, fondateur du contre-espionnage de la CIA.
- Robert De Niro a travaillé pendant dix ans sur ce projet de film, son pet project.
- Le personnage joué par Bill Crudup, Archy Cummings, est inspiré du traître Kim Philby, diplômé de Cambridge University, membre du MI6, et espion pour les Soviétiques. Il s'enfuit à Moscou pour y finir sa vie. Dans le film, en effet, Wilson parle avec Cummings qui se trouve en Union soviétique.
- Le morceau de violon de l'espion soviétique Youri Modine, à la fin du film, est joué par Lindsay Deutsch.
- Le personnage joué par Robert De Niro, le général Bill Sullivan, est inspiré du général William « Wild Bill » Donovan. Donovan était chef de l'Office of Strategic Services (OSS) durant la Seconde Guerre mondiale.
- Le personnage joué par William Hurt, Phillip Allen, est inspiré d'Allen Dulles, membre de l'OSS puis directeur de la CIA lors du débarquement de la baie des Cochons. Il fut démissionné de la CIA ensuite, mais pour des raisons autres que celles, financières, évoquées dans le film, poussé en réalité par le président John Fitzgerald Kennedy qui du endosser publiquement l'échec retentissant de l'opération en Avril 1961.
- La scène évoquant Léopoldville (Kinshasa, République démocratique du Congo) a été tournée dans la ville coloniale de Saint-Domingue en République dominicaine.